# Le mortifiement de vaine plaisance

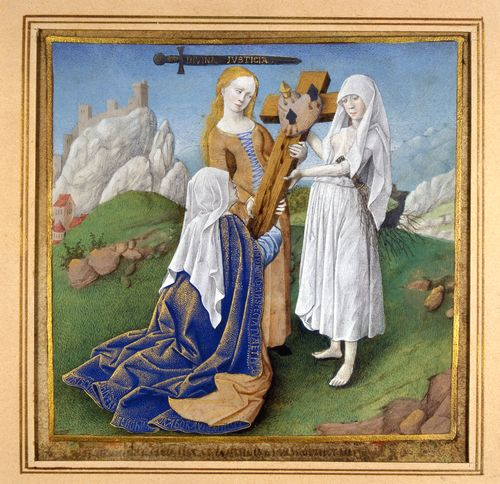
Miniatuur uit de Le mortifiement de vaine plaisance, Metz, Bibliothèque municipale, Godvrezendheid en Berouw geven het gezuiverde hart terug aan Ziel.

Le mortifiement de vaine plaisance is een allegorische traktaat geschreven door René I van Anjou in 1455, twee jaar na de dood van zijn eerste echtgenote Isabella van Lotharingen. Het boek is een morele verhandeling over de bestraffing of kastijding van het ‘ijdel genoegen’. Het werk is opgedragen aan Jean Bernard de aartsbisschop van Tours tussen 1441 en 1466, de biechtvader van René.

## Tekst
In het begin van het werk beklaagd Ziel zich bij God over het slechte gedrag van haar hart dat blijkbaar aangetrokken wordt door het kwaad en aan de basis ligt van al het slechte. Ziel ontmoet dan twee dames die voorstellen haar hart te genezen van het kwaad en het op de goede weg te brengen. De twee figuren die uitgebreid worden beschreven door René, waarschijnlijk ten behoeve van de miniaturisten, zijn Crainte de Dieu (godvrezendheid) en Contrition (berouw). Nadat ze aan Ziel drie parabels hebben verteld, gebaseerd op het dagelijkse leven, en daarmee Ziel inzicht hebben bijgebracht in haar probleem, vertrouwt Ziel haar hart toe aan Crainte de Dieu en Contrition. Die brengen het hart naar een mooie tuin waar vier andere vrouwen verblijven: Ferme Foy (standvastig geloof), Vraye Espérance (echte hoop) en Souveraine Amour (Goddelijke liefde) de personificaties van de theologische deugden en Grace Divine (goddelijke genade). Het hart wordt dan aan het kruis genageld en doorstoken met een speer om het van vaine plaisance te verlossen, een verwijzing naar de kruisdood van Christus die daarmee de mensheid verloste. Het hart wordt daarna teruggegeven aan Ziel die de Heer dankt voor haar genezing.

## Handschriften
Er zijn 11 geïllumineerde handschriften van het traktaat van koning René overgebleven en drie die niet zijn verlucht.
- Brussel, Koninklijke Bibliotheek van België, ms. 10308
- Doornik, Bibliothèque du Grand Séminaire, Cod. 42
- Parijs, Bibliothèque nationale de France Ms. fr. 19039, 1514
- Parijs, Bibliothèque nationale de France, MS Fr 2695
- Metz, Bibliothèque municipale, ms. 1486
- Chantilly, Bibliothèque du château (Musée Condé), ms. 0151 (1477)
- Genève, Fondation Bodmer, codex Bodmer 144
- Berlijn, Kupferstichkabinett, Staatliche Museen Preussischer Kulturbesitz, ms. 78 C 5
- Cambridge, Fitzwilliam Museum, MS 165 15e eeuw
- Oxford, Bodleian Library, MS. Cherry 4
- New York, Pierpont Morgan Library, M705

Niet verlucht
- Parijs, Bibliothèque Nationale de France, Paris (MS Fr 960).
- Parijs, Bibliothèque Nationale de France, Paris (MS Fr 1244).

De tekst kende geen grote verspreiding, getuige het kleine aantal bewaarde manuscripten, maar de kopieën die gemaakt werden waren allemaal bestemd voor prinselijke bezitters. Zo is het Pierpont-Morgan exemplaar het handschrift dat aan aartsbisschop Jean Bernard werd geschonken, het bevat een dedicatieminiatuur die de overhandiging van het boek door koning René voorstelt. De miniaturen van Metz komen uit het persoonlijke exemplaar van René en dat van Berlijn was oorspronkelijk het exemplaar van Jeanne de Laval, de tweede echtgenote van René, zoals blijkt uit de wapens van Jeanne en René en hun initialen op de eerste bladzijde. Het manuscript in Brussel was oorspronkelijk het exemplaar van Isabella van Portugal, de echtgenote van Filips de Goede. Ook Charlotte van Savoye bezat een exemplaar en het manuscript dat zich nu bevindt in de Bodmer-collectie was waarschijnlijk in het bezit van de Franse koninklijke familie.

### Verluchting
Dat het originele handschrift verlucht werd door Barthélemy van Eyck wordt tegenwoordig algemeen aangenomen.  De verluchting van een aantal andere manuscripten zou hierop in min of meerdere mate gebaseerd zijn.
De miniaturen volgen de tekst van zeer dichtbij. De iconografie en de compositie van de miniaturen is zeer gelijklopend in de manuscripten van Metz, Berlijn, Bodmer en New York en ook het aantal miniaturen en de verluchtingscyclus is identiek op de dedicatieminiatuur na. Otto Pächt formuleerde de hypothese dat deze drie manuscripten (hij had New York buiten beschouwing gelaten) de Franse verluchtingsversie tonen. Het exemplaar van Brussel zou het eerste zijn in een Vlaamse versie van het verhaal. Deze vier manuscripten zouden verlucht zijn op basis van een origineel model van Barthélemy van Eyck waarschijnlijk gemaakt in nauwe samenspraak met koning René tijdens het schrijven van het werk. Het Berlijnse exemplaar en het manuscript van New York, dat verlucht werd door de meester met de noodnaam Meester van het Psalter van Jeanne de Laval, werden enkele jaren later gemaakt in opdracht van Jeanne. De fragmenten van Metz en het Bodmer-exemplaar zijn ook zeer nauw aan elkaar verwant. Van de miniaturen van Metz neemt men aan dat ze gebaseerd zijn op voortekeningen van Barthélemy van Eyck afgewerkt door Jean Colombe. Het Bodmer-exemplaar zou dan geschilderd zijn door Jean Colombe met het Metz-exemplaar als model. Colombe heeft dan de landschappen en gebouwen naar eigen smaak geschilderd.

### Brussel, Koninklijke Bibliotheek, ms. 10308
Het manuscript is geschreven op perkamenten folia van 275 x 200 mm, het telt 210 folia en twee schutbladen. In totaal bevat het negen miniaturen. Dit handschrift zou korte tijd na het schrijven van het origineel gemaakt zijn voor Isabella van Portugal wiens wapens zijn terug te vinden onderaan het frontispice naast die van Filips de Goede. Deze versie heeft misschien model gestaan voor het exemplaar dat nu bewaard wordt in de BnF als français 19039.
Of de illustratiecyclus gebaseerd is op de originele cyclus van Barthélemy van Eyck is niet met zekerheid geweten. Door Paul Durrieu werden de miniaturen in ms. 10308 toegeschreven aan Jan Tavernier. Dit wordt tegenwoordig betwijfeld op basis van de stijlkenmerken, de miniaturen zijn eigenlijk te zwak om van Tavernier zelf te zijn, de stijl doet wel aan hem denken, men vermoedt dan ook dat ze gemaakt werden door een leerling of medewerker van Tavernier.

### Genève, Fondation Bodmer, codex Bodmer 144
Het manuscript is geschreven op 70 perkamenten folia van 240 x 155mm. Het tekstblok is 145 x 98 mm groot en de tekst is geschreven in één kolom met 22 lijnen in een batarde letter.
Naast de 8 miniaturen die het handschrift bevat is het rijkelijk uitgevoerd en verlucht met sierinitialen en lijnvullers. De miniaturen zijn uitgevoerd door Jean Colombe, die zich wel zou geïnspireerd hebben op het werk van Barthélemy van Eyck. Bij de Fondation Bodmer benadrukt men dat de toewijzing aan Barthélemy van Eyck door Bernard Gagnebin niet klopt maar andere deskundigen zien wel degelijk de invloed van Barthélemy.
Het handschrift werd in 1720 gekocht uit de nalatenschap van Guillaume Georges de Hohendorf door de staten van Brabant. Die schonken het werk aan keizer Karel VI. De codex kwam terecht in diens bibliotheek met de oude signatuur Eug. F.142. Het werd na 1825 gestolen uit de Oostenrijkse nationale Bibliotheek en kwam omstreeks 1840 terecht bij een mevrouw Agathe Odilon Barrot als een geschenk van haar vriendin Zoé de Valuzé. In 1951 werd het gekocht door Martin Bodmer.

### Metz, Bibliothèque municipale, ms. 1486
Van dit manuscript dat verloren gegaan is zijn slechts vijf miniaturen bewaard gebleven. Kunsthistorici menen dat dit het originele exemplaar van koning René was. Het ontwerp van de verluchting was van de hand van Barthélemy van Eyck maar de miniaturen werden afgewerkt door Jean Colombe.  Het handschrift was in het bezit van een zekere Charoyer pastoor in Girocourt in Lotharingen toen in de 18e eeuw zeven miniaturen uit het manuscript werden verwijderd. De miniaturen duiken later terug op in het rariteitenkabinet van de kunstsmid en meester slotenmaker Jean Lamour in Nancy (de man die de hekken rond de Place Stanislas plaatste). In 1814 worden de miniaturen vermeld als zijnde in het bezit van Charles-Léopold Mathieu advocaat aan het koninklijk hof van Nancy. Daarna komen ze in het bezit van M. d’Ourches die ze aan M. Fachot schenkt die ze op zijn beurt doorverkoopt aan een Villeneuve-Bargemont. In 1835 worden ze verworven door François-Jean-Baptiste Noël, maar op dat moment zijn er nog twee miniaturen verdwenen. De vijf overblijvende worden door deze notaris en advocaat uit Nancy verkocht aan de baron de Salis in 1858. Diens volledige collectie met onder meer de miniaturen komt terecht in de gemeentelijke bibliotheek van Metz in 1892.

## Moderne uitgaven
Van het werk zijn de volgende moderne uitgaven beschikbaar:
- Oeuvres complètes du roi René, avec une biographie et des notices par M. le Comte de Quatrebarbes, et un grand nombre de dessins et ornements, d'après les tableaux et manuscrits originaux par M. Hawke, Angers, Cosnier et Lachèse, t. 1, 1845, cliv + 152 p.; t. 2, 1844, cxiv + 156 p.; t. 3, 1846, xxx + 211 p.; t. 4, 1846, xiii + 203 p. (t. 3)
- Frédéric Lyna, Le mortifiement de vaine plaisance de René d'Anjou, étude du texte et des manuscrits à peintures, Bruxelles, Weckesser; Paris, Rousseau, 1926.